# BWT AG
Die BWT Aktiengesellschaft mit Sitz in Mondsee in Österreich ist ein Hersteller von Spezialchemie und Systemen zur Wasseraufbereitung.

## Hintergrund
Das Unternehmen hat vier Haupt-Produktionsstandorte in Mondsee (Österreich), Schriesheim (Deutschland), Paris (Frankreich), Aesch (Schweiz) und zahlreiche Tochter- und Beteiligungsgesellschaften sowie ein weltumspannendes Vertriebsnetz.
BWT ging ursprünglich aus dem Unternehmen Joh. A. Benckiser hervor.
1990 erfolgte die Übernahme durch seinen damaligen Manager Andreas Weißenbacher im Rahmen eines Management-Buy-outs.
1992 ging das Unternehmen an die Wiener Börse. Hauptaktionär der BWT ist die WAB-Gruppe, eine Holding von Andreas Weißenbacher, ca. 20 % der Aktien befanden sich zuletzt im Streubesitz und etwa 6 % im Eigenbesitz des Unternehmens. Auf der Hauptversammlung 2015 wurde die Verschmelzung der Gesellschaft mit der nicht börsennotierten BWT Holding AG und das damit einhergehende Delisting der BWT-Aktie von der Wiener Börse beschlossen; diese Verschmelzung wurde im Juli 2017 vom Obersten Gerichtshof untersagt. Die WAB Privatstiftung beantragte im April 2017 ein Squeeze-out, das auf der Hauptversammlung im August 2017 beschlossen wurde.

## Produkte
BWT bietet Produkte, Wasseraufbereitungssysteme und Services für:
- Trinkwasser
- Pharma- und Prozesswasser (Reinwasser, Reinstwasser, Wasser für Injektionszwecke)
- Heizungswasser
- Kessel- und Kühlwasser
- Klimaanlagenwasser
- Schwimmbadwasser

Das Produktportfolio umfasst das gesamte Spektrum der Wasseraufbereitung. Dazu zählen Filtration, Filtermedien, Ionenaustausch-Systeme zur Demineralisierung, alternativer Kalkschutz, Enthärtung, Entkarbonisierung, Desinfektion (UV, Ozon, Chlordioxid etc.), Dosiertechnik, Membrantechnik (Mikro-, Ultra-, Nanofiltration, Umkehrosmose), Reindampf-Generatoren, Reinwasser-Destillation, UV-Systeme, Ozon-Generatoren, Ionenaustausch-Membranen, Elektrolyse, Elektrodialyse, Elektrodeionisation, Chlordioxid-Generatoren und Dosierpumpen.
Ein weiteres Geschäftsfeld wurde durch die Entwicklung von Membranen für Brennstoffzellen und Batterien erschlossen.

## Auszeichnungen und Preise
2011 erhielt die Filterkartusche für Tischwasserfilter mit der Mg2+-Technologie den Landespreis für Innovation des Landes Oberösterreich.
Laut Unternehmen mineralisiert diese Technologie während der Filtration das Leitungswasser mit Magnesium, während es unerwünschte Stoffe wie Kalk, Schwermetalle und geschmacksstörende Stoffe wie Chlor aus dem Wasser entfernt.
2011 wurde die Großenthärterserie Rondomat Duo S (Großenthärter werden in Gebäuden, Gewerbe- und Industriebetrieben eingesetzt, um Kalkablagerungen und damit verbundene Schäden in Wasserleitungen und den daran angeschlossenen Geräten und Anlagen zu verhindern) mit dem Staatspreis Design der Republik Österreich im Bereich „Investitionsgüter“, der vom Bundesministerium für Wirtschaft, Familie und Jugend verliehen wird, ausgezeichnet.
Bereits zwei Mal wurden Haustechnik-Produkte für Privathaushalte mit dem Plus X Award ausgezeichnet. 2012 wurde die Enthärtungsanlage AQA perla zum „Besten Produkt des Jahres“ ausgezeichnet, 2013 erhielt der E1-Einhebelfilter (ein Trinkwasserfilter, der verhindert, dass Fremdpartikel und Verunreinigungen von außen über die Rohrleitungen in die Hausinstallation eindringen und das Installationssystem angreifen können) die gleiche Auszeichnung.

## Sponsoring
Von 2017 bis 2021 war BWT Sponsor des Force India Teams respektive seiner Nachfolger. Seit 2022 ist BWT Hauptsponsor des Teams Alpine F1.
Überdies ist BWT als Sponsor im Wintersport und Fußball sehr aktiv. Beim LASK ist BWT nicht nur Sponsor, sondern fungierte mehrere Jahre lang als Trikot Ausrüster. Da BWT seither auch die Farbe des Auswärtstrikots vorgibt, die nicht den traditionellen Farben des Vereins entspricht, steht die Kooperation bei Fans des LASK in der Kritik.